# Osiek (powiat starogardzki)
Osiek (niem. Ossieck) – wieś kociewska w Polsce, położona w województwie pomorskim, w powiecie starogardzkim, w gminie Osiek.
Miejscowość leży wśród Borów Tucholskich, ok. 87–109 m n.p.m., nad dwoma jeziorami – największym w powiecie starogardzkim jeziorem Kałębie oraz o wiele mniejszym jeziorem Czarne, przy drodze wojewódzkiej nr 214 (Warlubie – Zblewo – Kościerzyna – Łeba).

## Historia
W 1312 wzmiankowano po raz pierwszy tutejszy kościół.
W latach 1945–1975 miejscowość administracyjnie należała do tzw. dużego województwa gdańskiego, a w latach 1975–1998 do tzw. małego województwa gdańskiego.
W latach 1996–2000 odbywały się w Osieku Festiwale Ciemnogrodu, organizowane przez Wojciecha Cejrowskiego. Od 1997 częścią festiwali były koncerty muzyki gospel, które przekształciły się stopniowo w Międzynarodowy Festiwal Muzyki Gospel Camp Meeting.

## Zabytki
Według rejestru zabytków NID na listę zabytków wpisane są:
- zespół ruralistyczny wsi, nr rej.: A-1085 z 2.02.1985
- kościół parafialny pw. św. Rocha, 1860-1866, nr rej.: A-1652 z 16.01.1998 oraz 12.07.2002

neogotycki kościół św. Rocha, zbudowany z ciosanych bloków granitu oraz cegły, odrestaurowany, wysoka wieża osłonięta schodkowymi szczytami
- plebania, nr rej.: j.w.
- budynek gospodarczy przy plebanii
- cmentarz parafialny, ul. Partyzantów Kociewskich, 1884, nr rej.: A-1852 z 21.09.2009
- ogrodzenie murowane z bramą, nr rej.: j.w.
- drewniany dom, ul. Kwiatowa 2, 1804, nr rej.: A-1106 z 20.01.1986
- drewniany dom w zagrodzie, ul. Kwiatowa 29, 1937, nr rej.: A-1089 z 20.04.1985
- drewniany dom, ul. Partyzantów Kociewskich 40, 1920, nr rej.: A-1252 z 24.09.1988
- drewniany dom w zagrodzie, ul. Partyzantów Kociewskich 100, k. XIX, nr rej.: A-1094 z 4.07.1985

Ponadto we wsi znajdują się ruiny zamku krzyżackiego (zamek został rozebrany, a kamienie pochodzące z tej rozbiórki posłużyły do budowy kościoła i młynów w Starogardzie Gdańskim).

Galeria
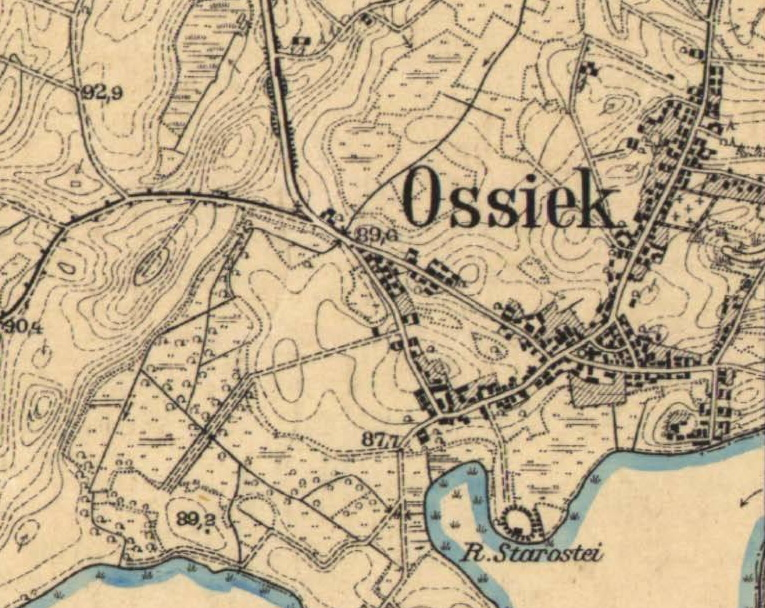
Osiek na mapie z 1910
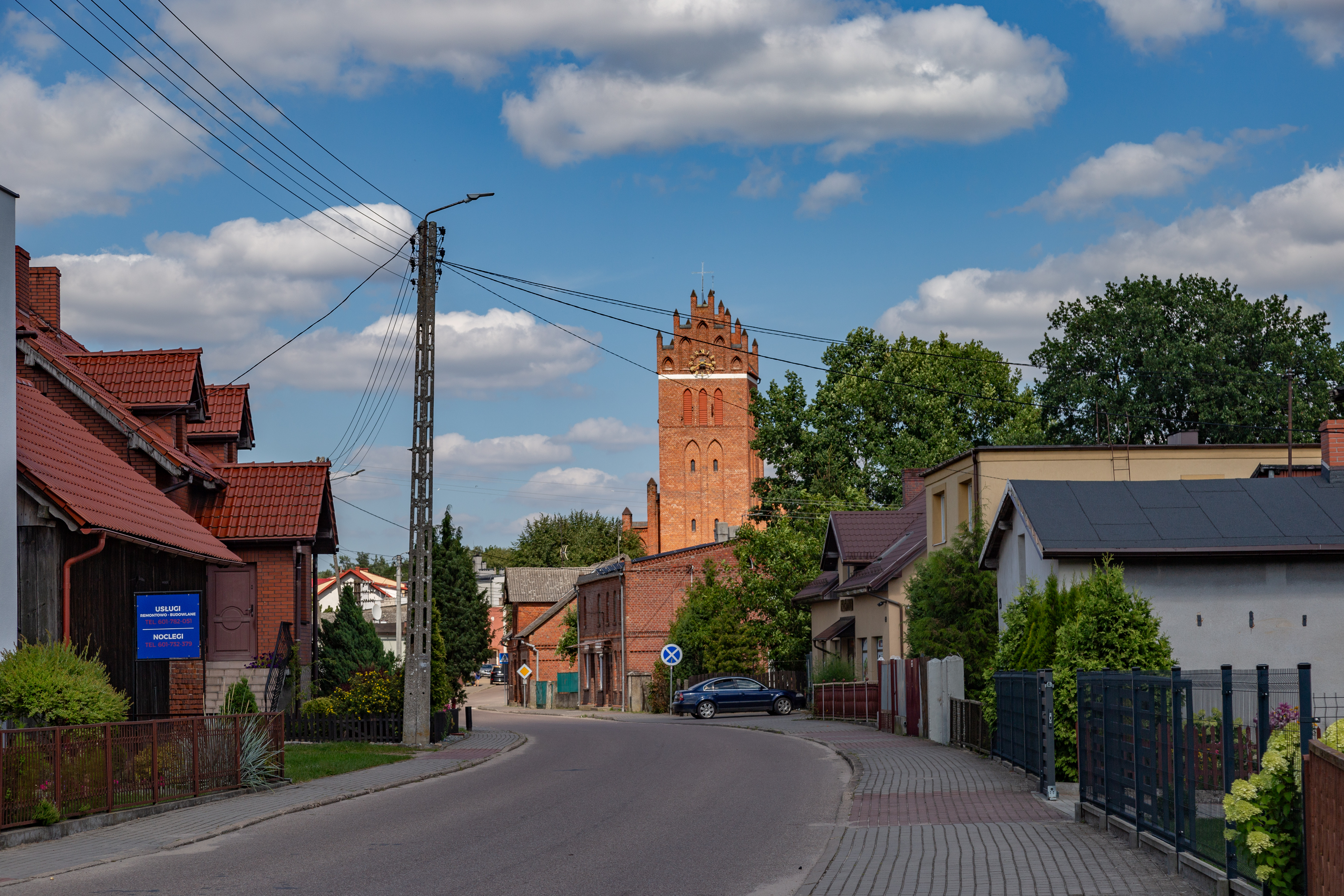
Zabudowa wsi z kościołem św. Rocha
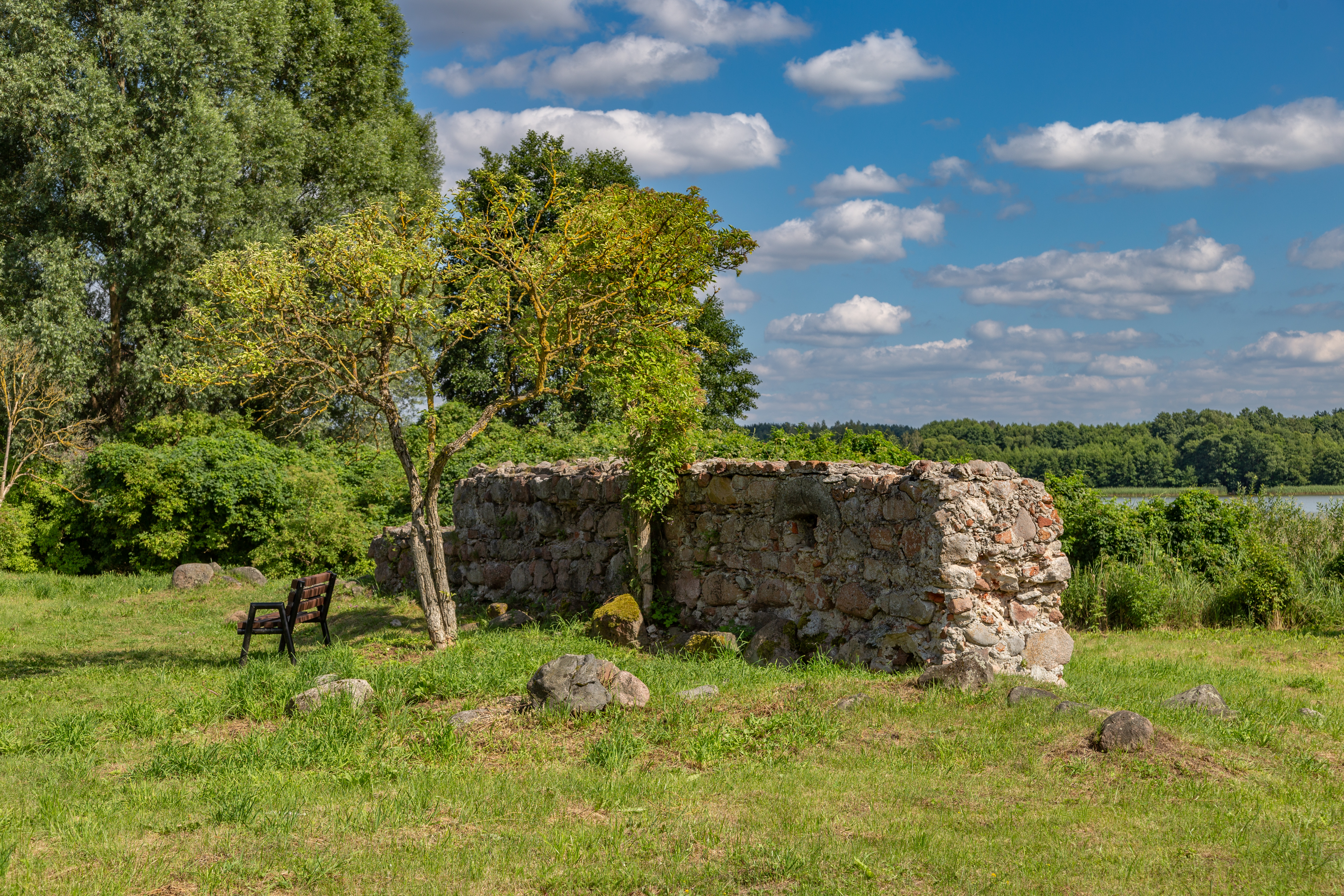
Ruiny zamku
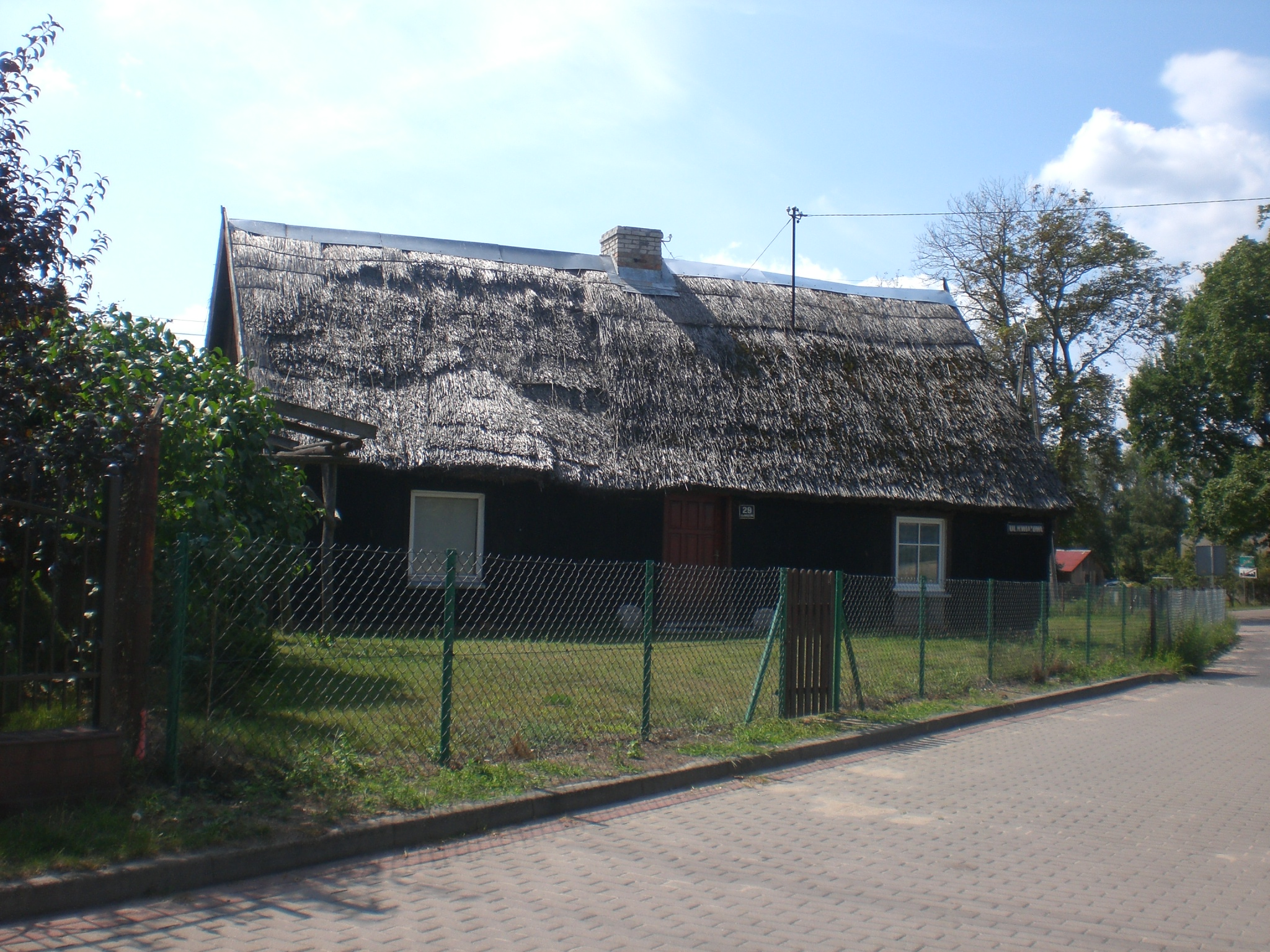
Drewniany dom przy ul. Kwiatowej 29
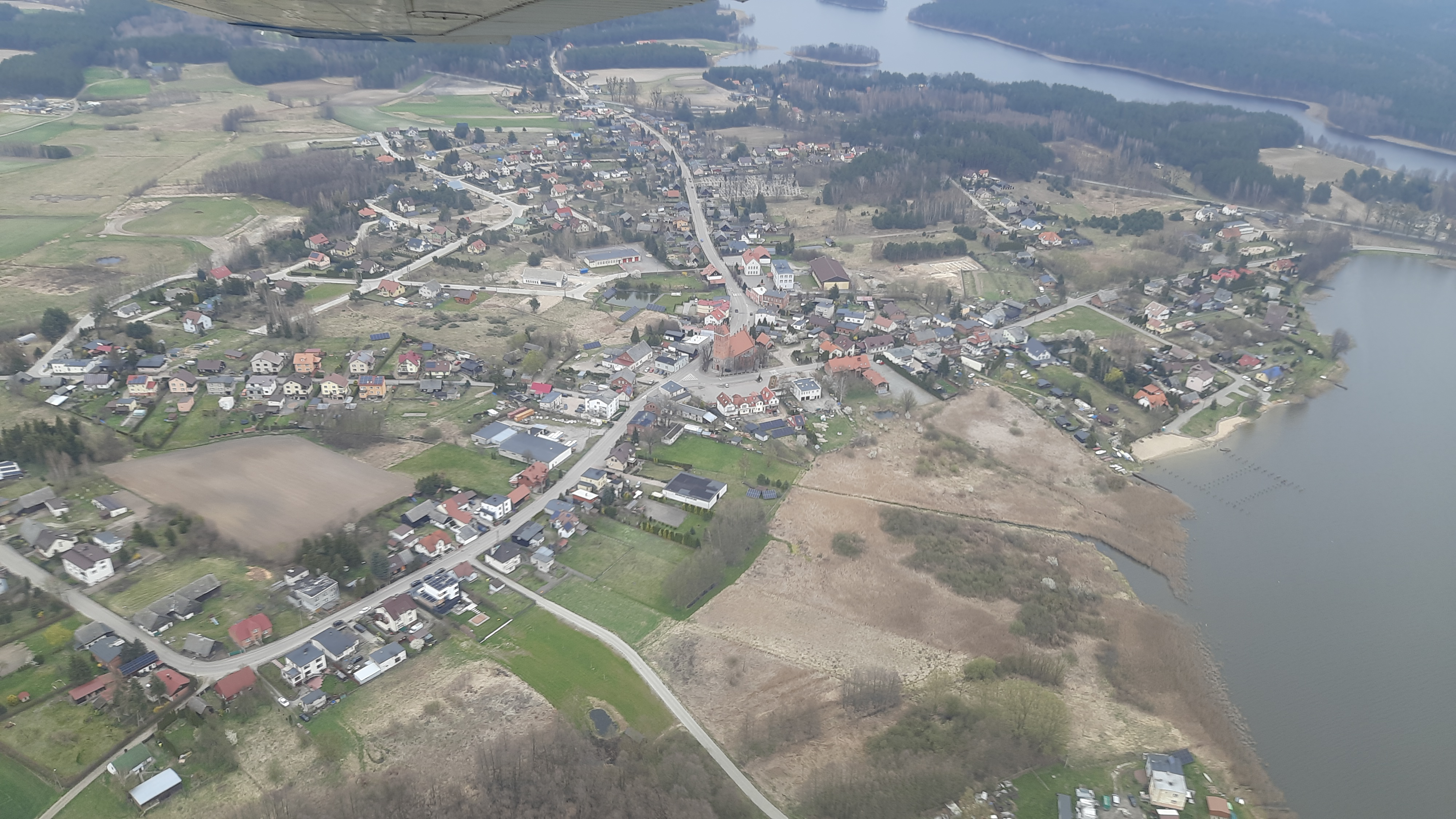